# Brigitte Skay
Brigitte Johanna Riedle dite Brigitte Skay, née le 18 juillet 1940 à Mannheim (République de Bade) et morte le 19 novembre 2012 à Weinheim (Bade-Wurtemberg), est une actrice allemande active dans les cinémas allemand et italien de la fin des années 1960 et du début des années 1970.

## Biographie
Après avoir suivi une école de commerce, elle prend des cours de théâtre pendant deux ans. Elle obtient son premier engagement au théâtre en 1962 au Zimmertheater de Heidelberg. Elle est également conviée à se produire au Ruhrfestspiele (de) à Recklinghausen.
Bien qu'elle soit active au cinéma (Heute kündigt mir mein Mann (de)) et à la télévision (la série Alsterstraße) depuis le début des années 1960, ce n'est qu'avec l'apparition de la vague des films érotiques (autour de 1967) que Skay apparaît régulièrement devant la caméra. Elle a même parfois tenu des rôles principaux, comme celui de l'héroïne du film en costumes Isabelle, duchesse du diable en 1969. Le film connaît un succès qui a dépassé les frontières italiennes.
Bien que sa tentative de faire carrière en Italie ait déçu ses attentes, Brigitte Skay continue à obtenir des rôles à la télévision en Allemagne (entre autres dans Kurz vor dem Sprung, Evarella, Der ewige Gatte, Ach, so eine gentille Person et Dem Täter auf der Spur) et apparaît occasionnellement dans des émissions télévisées (par exemple dans l'émission Aktuelle Schaubude de la Norddeutscher Rundfunk).
Skay s'est également essayée à la chanson populaire ; c'est ainsi qu'est sorti en 1971 la chanson Weil ich so sexy bin.
Au milieu des années 1970, elle se retire du monde du spectacle et s'installe à Rome. Elle se consacre alors à l'art textile. Elle a exposé ses peintures tridimensionnelles dans le monde entier.
Le 19 novembre 2012, Brigitte Skay est décédée à Weinheim (arrondissement de Rhin-Neckar) des suites d'un cancer. 

## Filmographie
- 1962 : Heute kündigt mir mein Mann (de) de Rudolf Nussgruber et Peter Goldbaum (de) : Petra Grothum
- 1967 : Sexy Baby (de) (Unruhige Töchter) de Hansjörg Amon : Susanne
- 1968 : Douze Filles pour un homme (de) (Bengelchen liebt kreuz und quer) de Marran Gosov (de) : Marion
- 1969 : Tout le monde il est sexy, tout le monde il est cochon (Dieci meravigli dell’amore) de Sergio Bergonzelli et Theo Maria Werner : Claudia
- 1969 : Zeta One de Michael Cort : Lachesis
- 1969 : Isabelle, duchesse du diable (Isabella duchessa dei diavoli) de Bruno Corbucci : Isabelle de Frissac
- 1970 : Quand explose la dernière grenade (Quando suona la campana) de Luigi Batzella : Dorina
- 1970 : L'interrogatorio (it) de Vittorio De Sisti : Claudia
- 1971 : La Morte de la Tamise (Die Tote aus der Themse) de Harald Philipp : Maggy McConnor
- 1971 : La Baie sanglante (Reazione a catena) de Mario Bava : Brunhilde
- 1971 : Homo eroticus de Marco Vicario : la serveuse
- 1972 : Une nuit mouvementée (Quante volte... quella notte) de Mario Bava : Mumu
- 1972 : Miss Dynamite (Tutti fratelli nel West per parte di padre) de Sergio Grieco
- 1973 : Hold-Up du siècle à Milan (Studio legale per una rapina) de Tanio Boccia : Susy
- 1974 : Viaggia, ragazza, viaggia, hai la musica nelle vene de Pasquale Squitieri
- 1974 : Lo strano ricatto di una ragazza per bene de Luigi Batzella : Babel Stone
- 1975 : Scusi Eminenza... posso sposarmi? (it) de Salvatore Bugnatelli : Claretta
- 1976 : San Babila : Un crime inutile (San Babila ore 20: un delitto inutile) de Carlo Lizzani : Lalla
- 1977 : Holocauste nazi : Armes secrètes du IIIe Reich (La bestia in calore) : Irène
- 1978 : L'Enfant de nuit de Sergio Gobbi : la femme de Flavio